# Вербовка (Ружинский район)
Ве́рбовка (укр. Вербівка) — село на Украине, основано в 1754 году, находится в Ружинском районе Житомирской области.
Код КОАТУУ — 1825281601. Население по переписи 2001 года составляет 604 человека. Почтовый индекс — 13615. Телефонный код — 4138. Занимает площадь 2,119 км².

## Адрес местного совета
13615, Житомирская область, Ружинский р-н, с.Вербовка, ул.Октябрьская, 34